# Danae (Tiziano San Pietroburgo)
Danae è un dipinto a olio su tela (120x187 cm) realizzato nel 1554 dalla bottega di Tiziano.
È conservato nell'Ermitage di San Pietroburgo.
Una delle tante versioni dipinte da Tiziano e dalla sua bottega: un soggetto di evidente successo, visto che dopo la prima Danae, conservata presso il Museo di Capodimonte a Napoli, ne seguirono tante altre.
Rispetto alle altre maggiori versioni è evidente lo scadimento della qualità. Basti osservare il volto distorto della Danae, la megera ormai ridotta a figurina, il trattamento dei capelli e altre caratteristiche. Vittorio Sgarbi ha bollato recentemente come frutto di una «incontrollata eccitazione» l'avere ritenuto questa tela di mano di Tiziano, «nonostante la ricusazione dei principali studiosi del maestro, con un'ancella così goffa da essere indegna perfino della bottega».

## Altre versioni

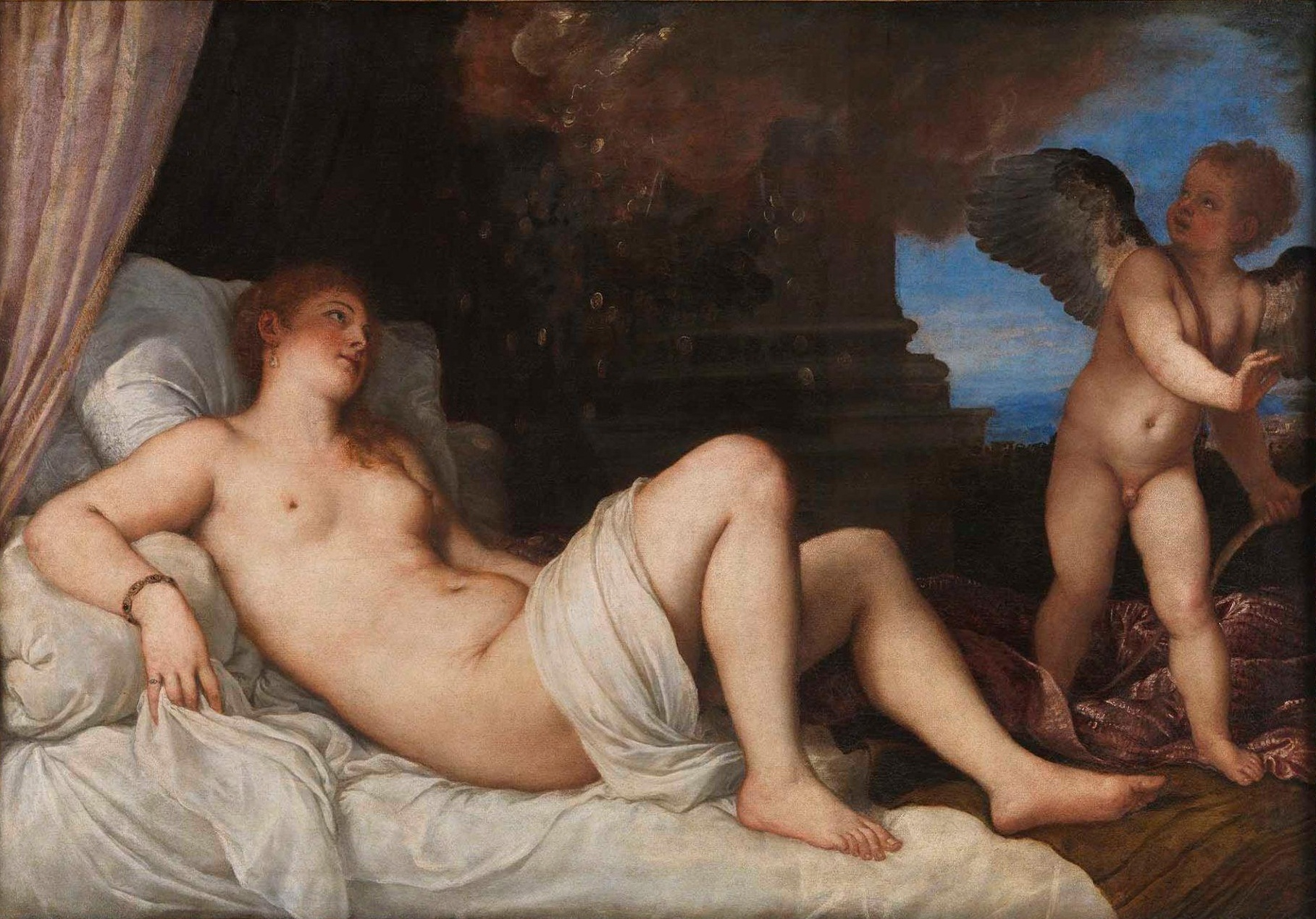
Tiziano Vecellio, Danae (1545) - Napoli, Museo di Capodimonte
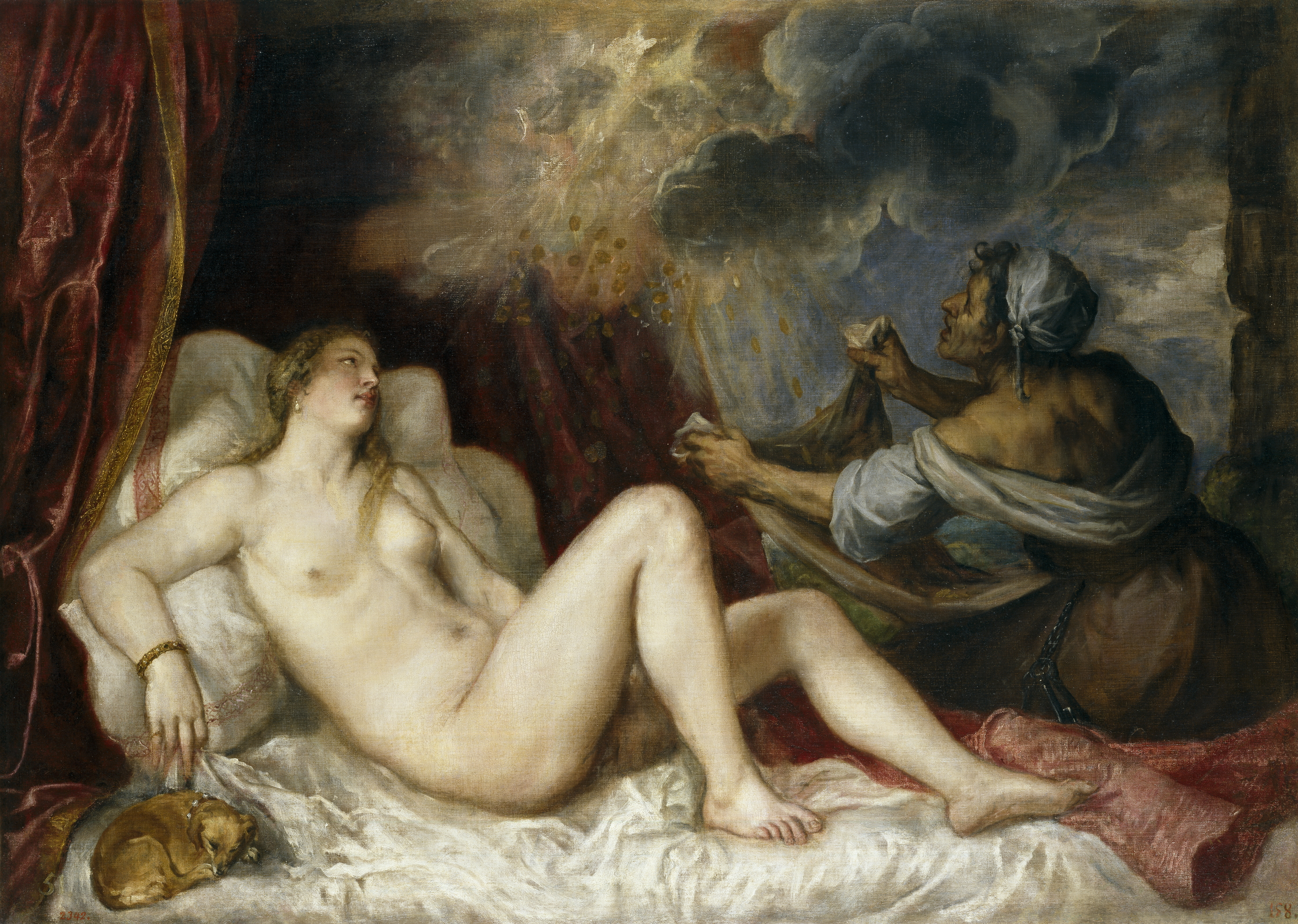
Tiziano Vecellio, Danae (1553) - Madrid, Museo del Prado
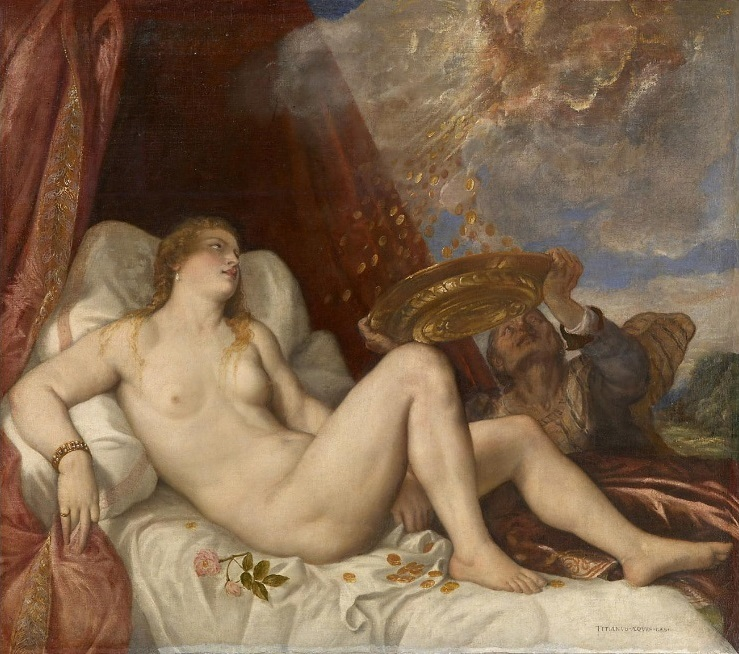
Tiziano Vecellio, Danae (1554 ca) - Vienna, Kunsthistorisches Museum

E ancora:
- Danae, New York, Collezione Gollovin
- Danae, New York, Collezione Hickox